# Аніруд Тапа
Аніруд Тапа (англ. Anirudh Thapa, нар. 15 січня 1998, Деградун) — індійський футболіст, півзахисник клубу «Ченнаї» та національної збірної Індії.

## Клубна кар'єра
Народився 15 січня 1998 року в місті Деградун в родині непальців. Є вихованцем футбольний академій святого Стефана з міста Чандігарх, а у 14 років потрапив в академію АІФФ.
З 2016 року став виступати за «Ченнаї». В основному складі дебютував 1 грудня в матчі заключного туру проти «Гоа». Аніруд вийшов на поле в стартовому складі і був замінений на 67-й хвилині матчу. Втім наступного року був відданий в оренду в клуб «Мінерва Пенджаб» з Чандігарха, де грав до літа, після чого повернувся в «Ченнаї», де цього разу закріпився в основі. У сезоні 2018/18 Станом на 6 січня 2019 року відіграв за клуб з Ченнаї 28 матчів в національному чемпіонаті.

## Виступи за збірні
Виступав за юнацькі збірні Індії, починаючи з команди до 14 років. З командою до 16 років виграв юнацький чемпіонат Південної Азії, а з командою до 19 років став фіналістом чемпіонату Південної Азії серед 19-річних у 2015 році. Всього взяв участь у 9 іграх на юнацькому рівні, відзначившись 3 забитими голами.
2017 року залучався до складу молодіжної збірної Індії. На молодіжному рівні зіграв у 5 офіційних матчах.
24 серпня 2017 року дебютував в офіційних іграх у складі національної збірної Індії в товариському матчі проти збірної Сент-Кіттсу і Невісу.
У складі збірної був учасником кубка Азії з футболу 2019 року в ОАЕ. У першому матчі проти Таїланду забив свій перший гол за національну команду. Індія здобула впевнену перемогу з рахунком 4:1.
| Дата       | Місто    | Господарі | Результат | Гості | Турнір                     | Голи | Примітки |
| ---------- | -------- | --------- | --------- | ----- | -------------------------- | ---- | -------- |
| 06-01-2019 | Абу-Дабі | Таїланд   | 1 – 4     | Індія | Кубок Азії 2019 - 1-й етап | 1    | 78'      |
| Усього     |          | Матчів    | 1         |       | Голів                      | 1    |          |

## Досягнення
- Індійська суперліга
  - Чемпіон: 2017–18.
- Переможець Чемпіонату Південної Азії: 2021